# Lizzy Caplan
Elizabeth Anne Caplan, detta Lizzy (Los Angeles, 30 giugno 1982), è un'attrice statunitense.

## Biografia
Nasce a Los Angeles, in California, da una famiglia ebraica riformata ashkenazita, ultimogenita dei tre figli di Richard Caplan, un avvocato, e di Barbara Bragman, un'assistente di un politico, la quale morì a seguito di una malattia quando Lizzy aveva 13 anni. Ha studiato presso la Alexander Hamilton High School, dove si è fatta notare in alcune produzioni teatrali scolastiche.

### Carriera
Inizia la sua carriera nel 2000 partecipando ad alcuni episodi della serie televisiva Freaks and Geeks, successivamente prende parte ad altre produzioni televisive come Undeclared, Ancora una volta e Smallville. Nel 2001 prende parte al videoclip per il brano di Jason Mraz You and I Both. La prima esperienza con il cinema arriva nel 2002, con un piccolo ruolo in Orange County di Jake Kasdan, ma il ruolo per cui si fa notare è quello della dark alternativa Janis nella commedia adolescenziale Mean Girls. In seguito torna a lavorare per la televisione, recitando nel serie televisive come Tru Calling, Related e The Class - Amici per sempre.
Nel 2008 partecipa, nel ruolo di Marlena Diamond, al monster movie Cloverfield, prodotto da J. J. Abrams e diretto da Matt Reeves. Per la sua interpretazione in Cloverfield ottiene una candidatura al Saturn Award. Sempre nel 2008 ha un ruolo di supporto nella commedia romantica La ragazza del mio migliore amico e partecipa a sei episodi di True Blood, dove interpreta la tossicodipendente ambientalista Amy Burley. Nel 2009 ottiene un ruolo minore nel drammatico Crossing Over, con Harrison Ford. Nel 2010 recita nelle pellicole The Last Rites of Ransom Pride, con Scott Speedman, e Un tuffo nel passato, con John Cusack.
Nel 2012, ha interpretato il ruolo di Julia in diversi episodi della sitcom della Fox New Girl e sempre nello stesso anno recita il ruolo di Gena nel film The Wedding Party. Nel 2013, è co-protagonista nella serie televisiva Masters of Sex nel ruolo di Virginia Johnson. La prima stagione ha ottenuto un buon successo di critica. Caplan ha anche fornito la propria voce per la cover della canzone "You Don't Know Me" cantata nell'undicesima puntata della serie "Phallic Victories". Pur non risultando vincitrice, la sua performance nella fiction le ha valso la nomination per il Primetime Emmy Award come Miglior attrice protagonista in una serie drammatica.

### Vita privata
L'attrice vive nel quartiere di Hollywood Hills, assieme al suo gatto di nome Lisa Turtle, come il suo personaggio preferito del telefilm Bayside School. Nell'agosto 2008 diventa la madrina di Birdie, la figlia della sua amica Busy Philipps. Dal 2006 al 2012 ha avuto una relazione con l'attore Matthew Perry e nel settembre 2017 ha sposato in Italia l'attore britannico Tom Riley, conosciuto nel gennaio 2015 sul set di Now You See Me 2 a Londra. La coppia ha avuto un figlio, Alfie, nato nel 2021.

## Filmografia

### Attrice

#### Cinema
- Orange County, regia di Jake Kasdan (2002)
- Hardcore Action News, regia di Niels Alpert – cortometraggio (2003)
- Mean Girls, regia di Mark Waters (2004)
- Love Is the Drug, regia di Elliott Lester (2006)
- Crashing, regia di Gary Walkow (2007)
- Cloverfield, regia di Matt Reeves (2008)
- La ragazza del mio migliore amico (My Best Friend's Girl), regia di Howard Deutch (2008)
- Crossing Over, regia di Wayne Kramer (2009)
- Successful Alcoholics, regia di Jordan Vogt-Roberts – cortometraggio (2010)
- Un tuffo nel passato (Hot Tub Time Machine), regia di Steve Pink (2010)
- The Last Rites of Ransom Pride, regia di Tiller Russell (2010)
- 127 ore (127 Hours), regia di Danny Boyle (2010)
- High Road, regia di Matt Walsh (2011)
- Home for Actresses, regia di Seth Morris – cortometraggio (2011)
- Save the Date, regia di Michael Mohan (2012)
- The Wedding Party (Bachelorette), regia di Leslye Headland (2012)
- Frankie Go Boom, regia di Jordan Roberts (2012)
- Queens of Country, regia di Ryan Page e Christopher Pomerenke (2012)
- Item 47, regia di Louis D'Esposito – cortometraggio (2012)
- Fashion Film, regia di Matthew Frost – cortometraggio (2013)
- The Sidekick, regia di Michael J. Weithorn – cortometraggio (2013)
- The Interview, regia di Evan Goldberg e Seth Rogen (2014)
- Sballati per le feste! (The Night Before), regia di Jonathan Levine (2015)
- Now You See Me 2, regia di Jon M. Chu (2016)
- Allied - Un'ombra nascosta (Allied), regia di Robert Zemeckis (2016)
- The Disaster Artist, regia di James Franco (2017)
- Extinction, regia di Ben Young (2018)
- Cobweb, regia di Samuel Bodin (2023)

#### Televisione
- Freaks and Geeks – serie TV, 4 episodi (1999-2000)
- Undeclared – serie TV, episodio 1x01 (2001)
- Smallville – serie TV, episodi 1x04-2x11 (2001, 2003)
- Ancora una volta (Once and Again) – serie TV, episodio 3x09 (2001)
- Everybody's Doing It, regia di Jeff Beesley – film TV (2002)
- The Pitts – serie TV, 7 episodi (2003)
- Tru Calling – serie TV, 4 episodi (2005)
- Related – serie TV, 19 episodi (2005-2006)
- The Class - Amici per sempre (The Class) – serie TV, 19 episodi (2006-2007)
- True Blood – serie TV, 6 episodi (2008)
- Party Down – serie TV, 20 episodi (2009-2010)
- Childrens Hospital – serie TV, episodi 2x10-3x13 (2010-2011)
- Wainy Days – serie TV, episodio 5x34 (2011)
- Mr. Sunshine – serie TV, episodio 1x09 (2011)
- New Girl – serie TV, 4 episodi (2012)
- Newsreaders – serie TV, episodio 1x02 (2013)
- The League – serie TV, episodi 5x12-5x13-6x04 (2013-2014)
- Masters of Sex – serie TV, 46 episodi (2013-2016)
- Kroll Show – serie TV, episodio 2x05 (2014)
- I'm Sorry – serie TV, episodio 1x06 (2017)
- Angie Tribeca – serie TV, episodio 3x08 (2017)
- Ill Behaviour, regia di Steve Bendelack – miniserie TV (2017)
- Das Boot – serie TV, 8 episodi (2018)
- Truth Be Told – serie TV, 8 episodi (2019-2020)
- Castle Rock, serie TV, 10 episodi (2019) – Annie Wilkes
- Fleishman a pezzi (Fleishman Is in Trouble) – miniserie TV, 8 puntate (2022)
- Attrazione fatale (Fatal Attraction) – serie TV, 8 episodi (2023)
- Zero Day – serie TV (2025)

### Doppiatrice
- American Dad! – serie animata, 4 episodi (2006-2009)
- I Griffin (Family Guy) – serie animata, episodio 5x07 (2006)
- The Life & Times of Tim – serie animata, episodio 1x08 (2008)
- The Cleveland Show – serie animata, episodio 2x18 (2011)
- Inside Job – serie animata, 10 episodi (2021-in corso)

## Riconoscimenti
- Premio Emmy
  - 2014 - Candidatura alla miglior attrice protagonista in una serie drammatica per Masters of Sex
  - 2023 - Candidatura alla miglior attrice protagonista in una miniserie o film per la televisione per Fleishman a pezzi
- Critics' Choice Awards
  - 2014 - Candidatura alla miglior attrice in una serie drammatica per Masters of Sex
- Saturn Award
  - 2008 - Candidatura alla miglior attrice in Cloverfield

## Doppiatrici italiane
Nelle versioni in italiano delle opere in cui ha recitato, Lizzy Caplan è stata doppiata da:
- Domitilla D'Amico in Mean Girls, True Blood, Party Down, Allied - Un'ombra nascosta, The Disaster Artist, Fleishman a pezzi, Zero Day
- Federica De Bortoli in Tru Calling, Related, Mr. Sunshine, Extinction, Castle Rock
- Perla Liberatori in La ragazza del mio migliore amico, The Wedding Party, Item 47, I'm Sorry
- Francesca Fiorentini in Masters of Sex, Now You See Me 2, Das Boot
- Francesca Manicone in The Interview, Sballati per le feste!, Cobweb
- Ilaria Giorgino in The Class - Amici per sempre, New Girl
- Beatrice Caggiula in Attrazione Fatale
- Valeria Vidali in Smallville
- Ilaria Latini in Cloverfield
- Emanuela Damasio in Crossing Over
- Sabrina Duranti in Un tuffo nel passato
- Virginia Brunetti in Angie Tribeca
- Eleonora Reti in Truth be Told
- Chiara Gioncardi in Invitati per forza

Da doppiatrice è sostituita da:
- Domitilla D'Amico in American Dad!